# Jens Dautzenberg

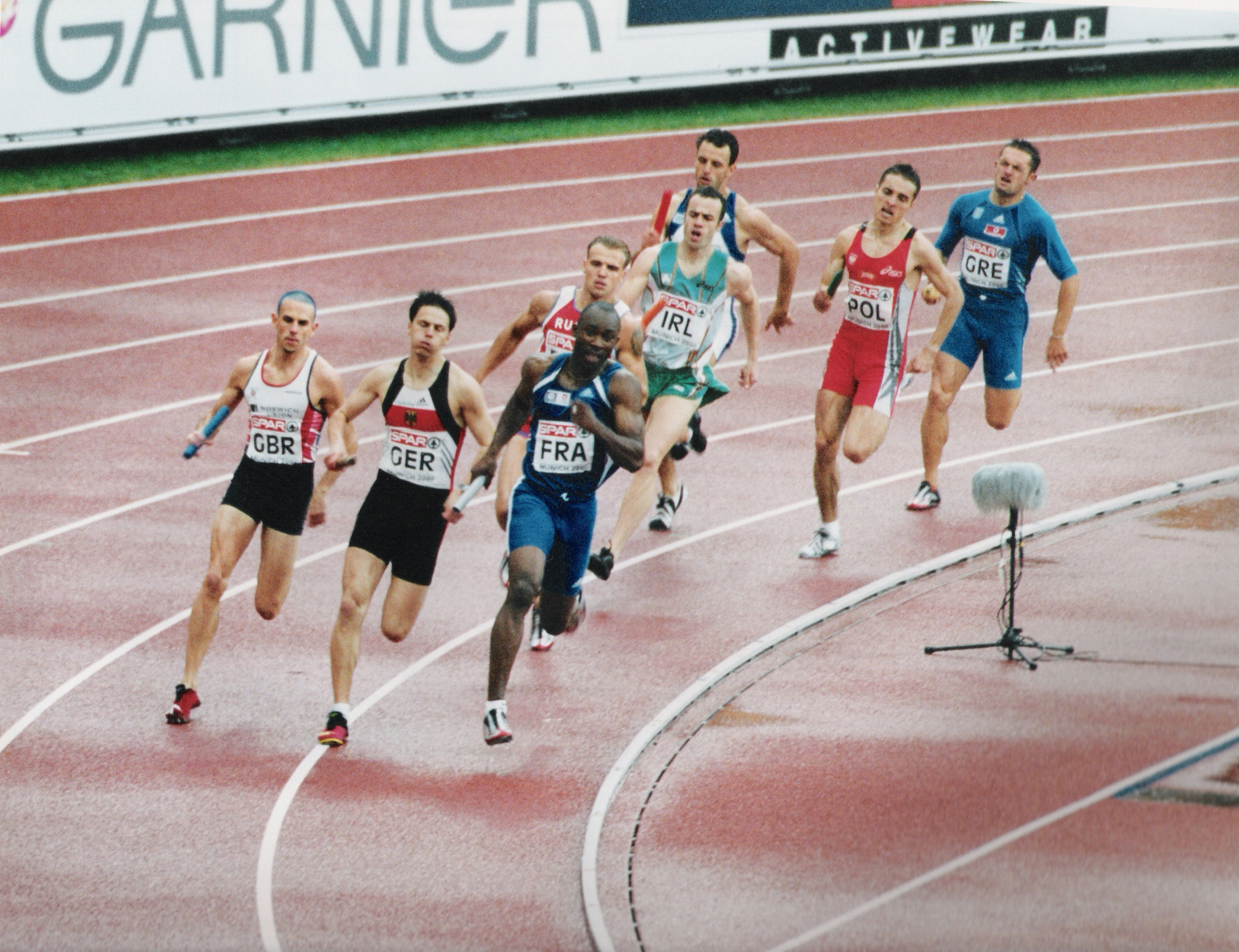
4-mal-400-Meter-Finale bei den Europameisterschaften 2002 in München; Jens Dautzenberg erste Reihe, Mitte

Jens Dautzenberg (* 24. Mai 1974 in Aachen) ist ein ehemaliger deutscher Leichtathlet aus Aachen, der sich auf die 400-Meter-Strecke spezialisiert hatte. Von 2011 bis 2017 war er Verwaltungsratsmitglied der Alemannia Aachen. Seit 2021 gehört er dem Ehrenrat des Vereins an.

## Laufbahn
Familiär vorbelastet trat Jens Dautzenberg als Kind der Leichtathletikabteilung der Alemannia Aachen bei und konzentrierte sich schon früh auf die Laufdisziplinen. Bereits als Jugendlicher spezialisierte er sich hierbei auf die 400-Meter-Strecke, der er dann bis zum Laufbahnende treu blieb. Hierbei waren seine größten Erfolge:
- Zweiter der Junioreneuropameisterschaften 1993 in der 4-mal-400-Meter-Staffel
- Deutscher Juniorenmeister 1996
- Deutscher Meister 1997
- Zweiter der Deutschen Meisterschaften 2002
- Dritter der Deutschen Meisterschaften 1998
- Sechster der Deutschen Meisterschaften 1996
- Siebter der Deutschen Meisterschaften 1999 und 2001
- Achter der Deutschen Meisterschaften 1995

Zweimal wurde er vom Deutschen Leichtathletik-Verband (DLV) für die Teilnahme am IAAF-Leichtathletik-Weltcup aufgestellt. Dabei erreichte er 1998 in Johannesburg mit seinen Teamkameraden Klaus Ehmsperger, Marc Alexander Scheer und Nils Schumann den fünften Platz sowie 2002 in Madrid mit Ingo Schultz, Ruwen Faller und Lars Figura den sechsten Platz.
Mit der 4-mal-400-Meter-Staffel startete Dautzenberg bei den Europameisterschaften 1998 in Budapest und belegte Platz 6 als Schlussläufer der deutschen Staffel. Bei den Europameisterschaften 2002 in München war er ebenfalls mit der Mannschaft am Start und wurde mit ihr Siebter, obwohl er durch einen polnischen Läufer auf der Zielgeraden zu Fall gebracht worden war, aber den Lauf trotzdem beenden konnte.
In den Jahren 1997, 1998, 2002 und 2004 nominierte der DLV Jens Dautzenberg für das jeweilige Europacup-Finale. Einzelstarts sowie Einsätze in der Staffel wurden mit Team-Siegen 2002 in Annecy und 2004 in Bydgoszcz belohnt.
In den Jahren 1997 und 1999 nahm Dautzenberg sowohl im Einzel wie auch in der Staffel an den World University Games erfolgreich teil. Dabei erreichte er mit der Staffel 1997 auf Sizilien Platz 8 und 1999 in Palma de Mallorca Platz 4. Über 400 Meter Einzel kam er zweimal ins Halbfinale und belegte mit Platz 9 auf Sizilien seine beste Platzierung.
Jens Dautzenberg erreichte neben seinen Einzeltiteln drei deutsche Staffelmeistertitel, zunächst 2001 mit der LG Olympia Dortmund auf dem Platz und in der Halle, sowie 2005 mit dem SC Magdeburg in der Halle. Darüber hinaus gewann er zwischen 1996 und 2002 zwei deutsche Studentenmeistertitel.
Seine persönliche Bestzeit beträgt 45,97 s, aufgestellt am 11. Juni 1997 in Cottbus.
Seinem Heimatverein Alemannia Aachen hielt er bis 2000 die Treue. Danach startete er zunächst für die LG Olympia Dortmund und ab 2001 für den VfL Wolfsburg. Nachdem er zwischenzeitlich auch sein Studium der Betriebswirtschaftslehre mit Schwerpunkt Marketing abgeschlossen hatte, beendete Jens Dautzenberg im Jahre 2005 im Trikot des SC Magdeburg seine aktive Laufbahn.